# Salitre
|  | No s'ha de confondre amb salnitre. |

Salitre, antigament conegut com a Urbina Jado, és un cantó al centre de la província del Guayas, a la República de l'Equador a una quarantena de km de Guayaquil És al centre-oest de la província. També és coneguda com la "Capital montubia l'Equador". Salitre fou elevada a la categoria de cantó el 27 de novembre de 1959 amb el nom d'Urvina Jado, en honor de Francisco Urvina Jado, financer de Guayaquil, i fill de l'expresident General José María Urbina Viteri. El cognom Urbina va ser canviat per la seva mare al de Urvina, amb "v", el qual és d'origen basc. No obstant això, el cantó reprengué el nom de Salitre, el qual era el més comú entre els seus habitants.